# Клайн-Луков (Мюриц)
Клайн-Луков (нем. Klein Lukow) — коммуна в Германии, в земле Мекленбург-Передняя Померания.
Входит в состав района Мюриц. Подчиняется управлению Пенцлинер Ланд. Население составляет 262 человека (на 31 декабря 2006 года). Занимает площадь 14,13 км². Официальный код — 13 0 56 029.